# ヴィリャンディ
ヴィリャンディ（エストニア語:Viljandi、ドイツ語:Fellin、ポーランド語:Felin）はエストニア南部の都市及び基礎自治体で、ヴィリャンディ県の県都、ハンザ同盟都市である。人口は2007年現在19,870人である。エストニアの首都タリンからは161km、タルトゥからは81km、パルヌからは97kmの場所に位置している。

## 歴史
最古の集落は紀元前5世紀にまでさかのぼる。エストニア人の城が築かれたのはヴァイキング時代のことである。最初に文書に記録されたのは1154年の地理学者イドリースィーによる。最初の定住地が形成されたのは12世紀にヴィリャンディの砦の周りで、後にサカラ地方の経済の中心となる。闘争の後、13世紀初めヴィリャンディはリヴォニア帯剣騎士団（後にドイツ騎士団に吸収）が1223年にキエフ公国から獲得する。1224年騎士団による広大な木造の要塞であるヴィリャンデ城が建設され、後の200年間で拡張や改良が行われた。1283年、ヴィリャンディはヴィルヘルム・フォン・エンドルペより特許を得る。 14世紀初期、ヴィリヤンディはハンザ同盟に加わり、ロシアからの重要な交易拠点となった。1346年ヴィリャンディはハンザ同盟の文書にハンザ同盟都市として記されている。1365年、ヴィリャンデとデンマークやハンザ同盟都市との間で平和条約の署名が行われた。
1560年のリヴォニア戦争時、ヴィリャンデの町と城は破壊された。17世紀初期のロシア・ポーランド戦争では、広大は範囲で破壊がされている。かつての栄光の城はその一部が残るだけである。スウェーデン支配の17世紀、ヴィリャンディは都市の自治権が奪われていた。この状況は1783年まで続き後に、エカチェリーナ2世治世時にヴィリャンデ地方の首府となり経済や政治の中心として成長しヴィリャンデは再び人口が増加した。今日、ヴィリャンデはエストニア南部の文化の中心として重要な都市となっている。

## 姉妹都市
- アーレンスブルク、ドイツ
- エースレーブ、スウェーデン
- フロストバーグ、アメリカ
- ヘルネサンド、スウェーデン
- クレティンガ、リトアニア
- ポルヴォー、フィンランド
- テルノーピリ、ウクライナ
- ヴァルミエラ、ラトビア